# Suohelisoma ulugurense
Suohelisoma ulugurense är en mångfotingart som beskrevs av Hoffman 1964. Suohelisoma ulugurense ingår i släktet Suohelisoma och familjen orangeridubbelfotingar. Inga underarter finns listade i Catalogue of Life.